# Jadro (reka)
Jadro je kratka reka v Srednji Dalmaciji, ki teče skozi Solin (Hrvaška).
Jadro je okoli 4 km dolga zelo vodnata, čista reka s povprečnim letnim pretokom 9 m³/sek, ki s pitno vodo napaja okoliške kraje Split, Kaštela in Trogir. Izvira pri Solinu in se v Kaštelanskem zalivu izliva v Jadran.

## Zanimivost
V reki živi endemska vrsta postrvi (Salamothymus obtusirostris salonitana), ki ji domačini pravijo »Solinska rika«.